# Kasabian (álbum)
Kasabian é o álbum de estreia da banda inglesa Kasabian, lançado em setembro de 2004.

## Faixas
Todas as canções foram escritas e compostas por Sergio Pizzorno e Christopher Karloff.
| N.º | Título                                                            | Duração |  |
| 1.  | "Club Foot"                                                       | 3:34    |  |
| 2.  | "Processed Beats"                                                 | 3:08    |  |
| 3.  | "Reason Is Treason"                                               | 4:35    |  |
| 4.  | "I.D."                                                            | 4:47    |  |
| 5.  | "Orange"                                                          | 0:46    |  |
| 6.  | "L.S.F. (Lost Souls Forever)"                                     | 3:17    |  |
| 7.  | "Running Battle"                                                  | 4:15    |  |
| 8.  | "Test Transmission"                                               | 3:55    |  |
| 9.  | "Pinch Roller"                                                    | 1:13    |  |
| 10. | "Cutt Off"                                                        | 4:38    |  |
| 11. | "Butcher Blues"                                                   | 4:28    |  |
| 12. | "Ovary Stripe"                                                    | 3:50    |  |
| 13. | "U Boat" (+ faixa escondida Reason Is Treason (Jacknife Lee Mix)) | 10:51   |  |

| Edição de Luxo com DVD Bônus |                                           |         |  |
| N.º                          | Título                                    | Duração |  |
| 1.                           | "Reason Is Treason" (Video)               |         |  |
| 2.                           | "Club Foot" (Video)                       |         |  |
| 3.                           | "L.S.F. (Lost Souls Forever)" (Video)     |         |  |
| 4.                           | "Club Foot" (Making of)                   |         |  |
| 5.                           | "L.S.F. (Lost Souls Forever)" (Making of) |         |  |
| 6.                           | "Field of Dreams" (Documentário)          |         |  |